# Cas Dominici

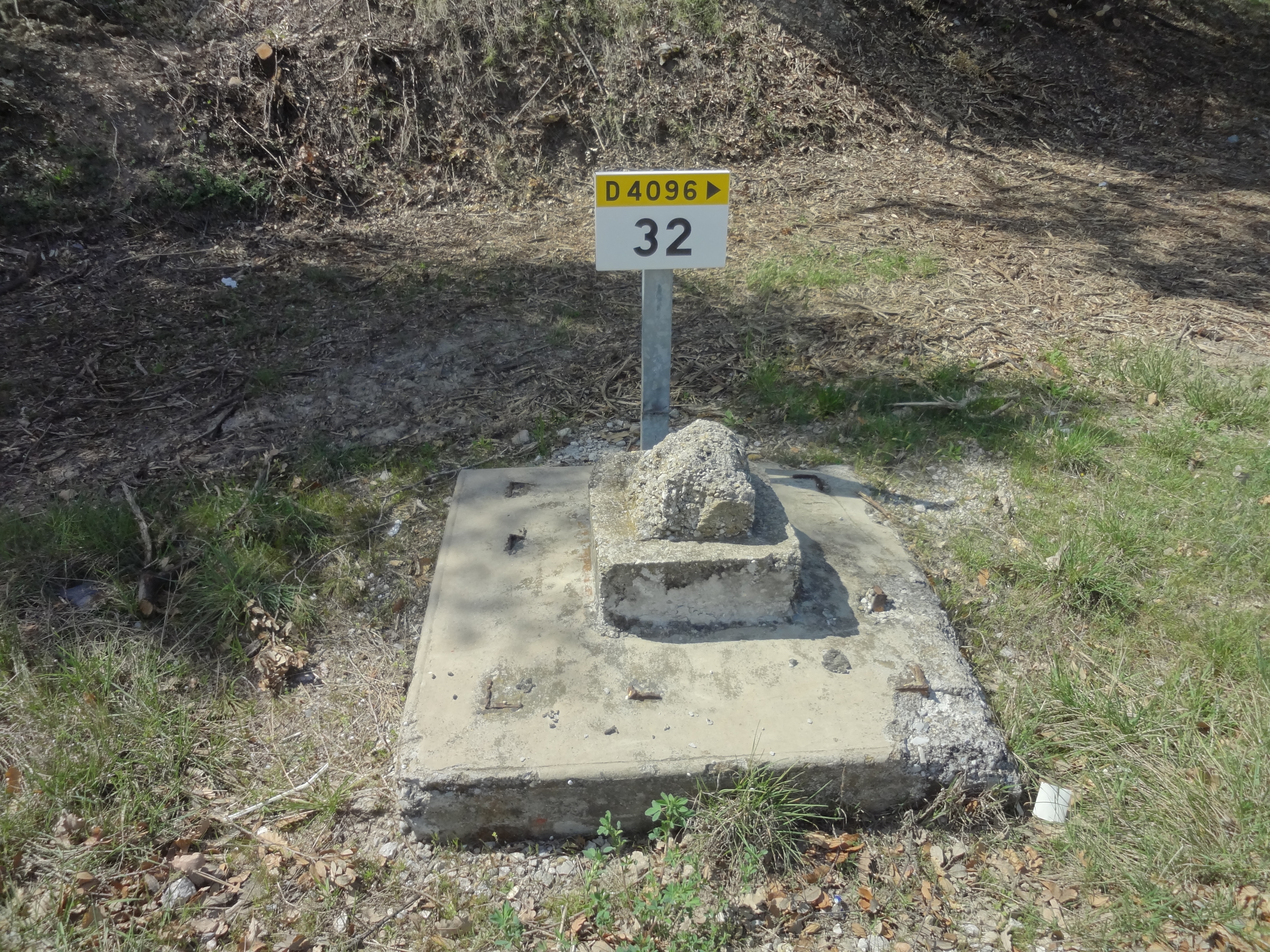
Post quilomètric on es va produir el crim

El cas Dominici va ser la investigació criminal de l'assassinat de tres ciutadans britànics a França. Durant la nit del 4/5 d'agost de 1952, Sir Jack Drummond, un científic de 61 anys; la seva dona de 44 anys, Lady Anne Drummond (de soltera Wilbraham); i la seva filla Elizabeth, de 10 anys, van ser assassinats al costat del seu cotxe, un Hillman verd, amb matrícula NNK 686. L'auto estava estacionat en un aparcament prop de La Grand'Terre, la granja de la família Dominici, situada prop del poble de Lurs al departament de Basses-Alpes (actualment Alpes-de-Haute-Provence). Gaston Dominici va ser condemnat a mort pels tres assassinats el 1957. El mateix 1957, el President de la República Francesa René Coty va commutar la pena de mort per una cadena perpètua, i el 14 de juliol de 1960 el president Charles de Gaulle va ordenar l'alliberament de Dominici per motius humanitaris a causa de la seva mala salut. Dominici mai va ser indultat ni va poder tenir una revisió del judici i va morir el 4 d'abril de 1965.
El cas va ser tractat pel teòric literari Roland Barthes al seu llibre Mitologies. Barthes argumenta que a Dominici se li va negar un judici just perquè el dialecte rural occità en què parlava era incomprensible per als jutges, donant lloc a un veredicte basat en preconcepcions i especulacions. Una sentència tan injusta, en què l'acusat és condemnat per la incompatibilitat de la llengua pròpia amb la del seu acusador, és identificada per Barthes com un risc omnipresent.
El judici va ser la base de la pel·lícula de 1973 L'affaire Dominici dirigida per Claude Bernard-Aubert i protagonitzada per Jean Gabin i Gérard Depardieu.